# Вінтерлінген
Вінтерлінген (нім. Winterlingen) — громада в Німеччині, знаходиться в землі Баден-Вюртемберг. Підпорядковується адміністративному округу Тюбінген. Входить до складу району Цоллернальб.
Площа — 50,64 км2. Населення становить 6360 ос. (станом на 31 грудня 2020).